# Daniel Gimaret
Daniel Gimaret (Saint-Didier-sur-Chalaronne, 11 giugno 1933) è un orientalista e islamista francese.
Studioso islamista, è specializzato nello studio delle teologia islamica, mutazilita e sunnita.

## Opere
È autore di numerosi apprezzati saggi, tra cui si possono ricordare:
- La doctrine d’al-Ash‘arî, Parigi, 1990
- Une lecture mu‘tazilite du Coran. Le Tafsîr d’Abû ‘Alî al-Djubbâ’î (m. 303/915), partiellement reconstitué à partir de ses citateurs, 1994

Collabora con l'Encyclopedia Iranica e la The Encyclopaedia of Islam.
Ha operato per il Journal Asiatique e gli Annales islamologiques, ed è membro dell'Académie des Inscriptions et Belles-Lettres.